# Université de technologie de Vaal
L'université de technologie de Vaal (en anglais : Vaal University of Technology) est une université de technologie située à Vanderbijlpark en Afrique du Sud. Elle est créée en 2004 par la fusion de institutions. Elle accueille environ 16 000 étudiants.